# Annihilation of Civilization
Annihilation of Civilization è il primo album del gruppo musicale thrash metal statunitense Evildead, pubblicato il 3 aprile 1989 dalla SPV GmbH.

## Tracce
1. F.C.I. / The Awakening – 3:22
2. Annihilation of Civilization – 4:17
3. Living Good – 5:33
4. Future Shock – 5:39
5. Holy Trials – 5:39
6. Gone Shooting – 4:47
7. Parricide – 4:23
8. Unauthorized Exploitation – 3:21
9. B.O.H.I.C.A. – 1:56

Durata totale: 38:57

## Formazione
- Phil Flores - voce
- Alber Gonzales - chitarra
- Juan García - chitarra
- Mel Sanchez - basso
- Rob Alaniz - batteria